# Паулу Торреш
Паулу Торреш (порт. Paulo Torres, нар. 25 листопада 1971, Евора) — португальський футболіст, що грав на позиції захисника. По завершенні ігрової кар'єри — тренер. З 2019 року очолює тренерський штаб команди «Саграда Есперанса».
Виступав, зокрема, за клуб «Спортінг» та «Саламанку», а також національну збірну Португалії.

## Клубна кар'єра
Народився 25 листопада 1971 року в місті Евора. Розпочав займатись футболом у рідному місті, а 1985 року опинився у академії столичного «Спортінга».
У дорослому футболі дебютував 1989 року виступами за «Спортінг», в якій провів шість сезонів, з невеликою перервою на оренду в «Атлетіку» (Лісабон), але основним гравцем не став, взявши участь у 65 матчах чемпіонату. У 1995 році Нелсон допоміг «левам» завоювати Кубок та Суперкубок Португалії.
У сезоні 1995/96 Торреш виступав за «Кампумайоренсе», з яким вилетів з вищого дивізіону, після чого вирушив до Іспанії, де грав за клуби другого дивізіону «Саламанка» та «Райо Вальєкано», при цьому з першою командою 1997 року він зайняв друге місце, завдяки чому за наступний сезон зіграв 15 ігор у Ла Лізі. 1999 року недовго пограв на батьківщині за «Шавіш», після чого знову вирушив до іспанської Сегунди і сезон 1999/00 провів там граючи за «Леганес».
Завершував ігрову кар'єру у нижчолігових португальських командах «Торреенсі», «Пенафіел» та «Імортал», за які виступав протягом 2000—2003 років.

## Виступи за збірні
У складі юнацької збірної Португалії до 18 років став срібним призером юнацького чемпіонату Європи 1990 року в Угорщині, а 1991 року у складі юнацької збірної Португалії до 20 років став переможцем домашнього молодіжного чемпіонату світу, взявши участь у 6 іграх на турнірі, в яких забив 3 голи. Загалом на юнацькому рівні взяв участь у 43 іграх, відзначившись 11 забитими голами.
Протягом 1992—1994 років залучався до складу молодіжної збірної Португалії, з якою став срібним призером молодіжного чемпіонату Європи 1994 року у Франції. Всього на молодіжному рівні зіграв у 23 офіційних матчах, забив 3 голи.
12 лютого 1992 року дебютував в офіційних матчах у складі національної збірної Португалії в товариській грі проти Нідерландів (2:0). 3 червня того ж року зіграв свій другий і останній матч у національній команді, вийшовши на поле у матчі проти збірної США в Чикаго.

## Кар'єра тренера
Розпочав тренерську кар'єру відразу ж по завершенні кар'єри гравця, 2003 року, очоливши тренерський штаб клубу «Пеніше», де пропрацював з 2003 по 2004 рік, після чого працював з рядом нижчолігових португальських клубів.
2013 року вирушив до Африки, де спочатку тренував «Спортінг» (Бісау), а у січні 2014 року був призначений головним тренером національної збірної Гвінеї-Бісау, де працював до березня 2016 року, коли був звільнений після поразки 1:3 від Ліберії.
У наступні роки Торреш працював в ангольській Жираболі , керуючи клубами «Інтер» (Луанда), «Кабушкорп» та «Саграда Есперанса».

## Титули і досягнення
- Володар Кубка Португалії (1):

«Спортінг»: 1994–95
- Володар Суперкубка Португалії (1):

«Спортінг»: 1995
- Молодіжний чемпіон світу: 1991